# Idiosepius
Idiosepius (лат.) — род головоногих моллюсков из семейства идиосепиид (Idiosepiidae) отряда Idiosepida. Длина тела от 1,05 до 2 см. Обитают в тропических и умеренных водах Тихого и Индийского океанов на прибрежных мелководьях. Для оценки охранного статуса представителей рода недостаточно данных. Они безвредны для человека. Коммерческого интереса не представляют.

## Классификация
На декабрь 2023 года в род включают 6 видов:
- Idiosepius hallami A. Reid & Strugnell, 2018
- Idiosepius kijimuna A. Reid, N. Sato, Jolly & Strugnell, 2023
- Idiosepius minimus (d'Orbigny [in Férussac & d'Orbigny], 1835)
- Idiosepius paradoxus (Ortmann, 1888)
- Idiosepius pygmaeus Steenstrup, 1881typus
- Idiosepius thailandicus Chotiyaputta, Okutani & Chaitiamvong, 1991